# Lucito
Lucito ist eine italienische Gemeinde (comune) in der Provinz Campobasso in der Region Molise. Die Gemeinde liegt etwa 30 Kilometer von Campobasso und hat 632 Einwohner (Stand 31. Dezember 2023). Der Biferno begrenzt die Gemeinde im Südosten.

## Geschichte
Das Dorf ist eine langobardische Gründung. 1188 wurde der Ort ein Lehen des Gionato di Balbano.

## Verkehr
Von der Strada Statale 647 Fondo Valle del Biferno von Boiano nach Guglionesi geht hier die frühere Strada Statale 157 della Valle del Biferno (heute: Provinzstraße 163) nach Montenero di Bisaccia ab.